# Новая Жижма
Новая Жижма (бел. Но́вая Жыжма́) — деревня в Ивьевском районе Гродненской области Белоруссии. В составе Липнишковского сельсовета.

## География
Пролегает дорога Н-7470.
Ближайшие населённые пункты Большие Князиковцы, Дороши и др.

### Гидрография
Река Жижма.

## История
Во второй половине XIX века застенок и фольварк в Жирмунской волости Лидского уезда Виленской губернии. В 1897 году в застенке 1 двор, 4 жителя, в фольварке 1 двор, 25 жителей. Неподалеку находилась мельница (1 двор, 2 жителя).
В 1921-1939 гг. в составе Польши. С 12 октября 1940 года деревня (69 дворов, 46 жителей) в Князиковском сельсовете Ивьевского района.
С 26 июня 1941 года до 8 июля 1944 года оккупирована немцами. В 1950 году организован колхоз «Новый путь». С 9 сентября 1960 года в Липнишковском сельсовете. В 1970 году 181 житель. После в составе колхоза «Молодая гвардия».

## Население

### Численность
- 2009 год — 42 жителей

### Динамика
- 1999 год — 33 двора, 63 жителей (перепись населения)
- 2009 год — 42 жителей (перепись населения)[3]

## Достопримечательность

### Утраченное наследие
- Церковь Покрова Пресвятой Богородицы

## Галерея

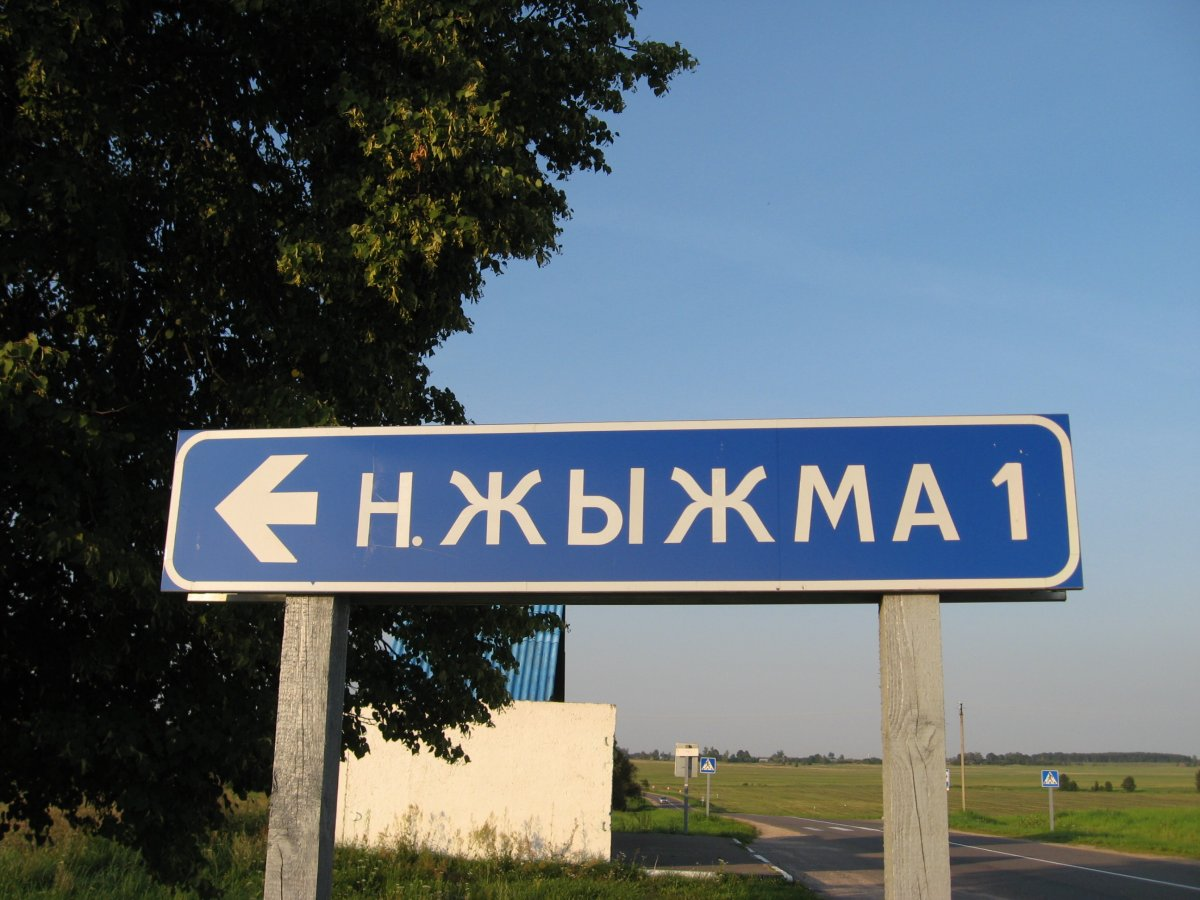
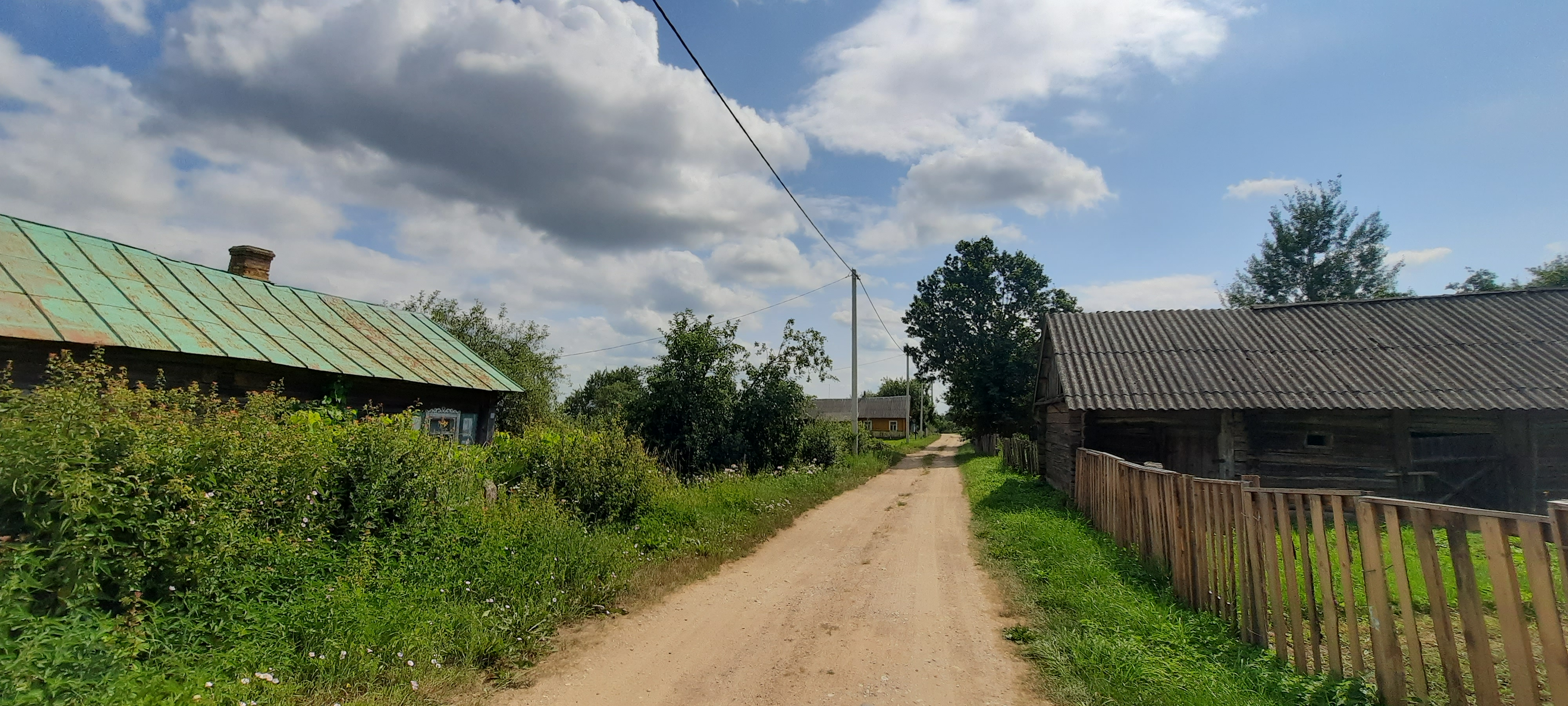
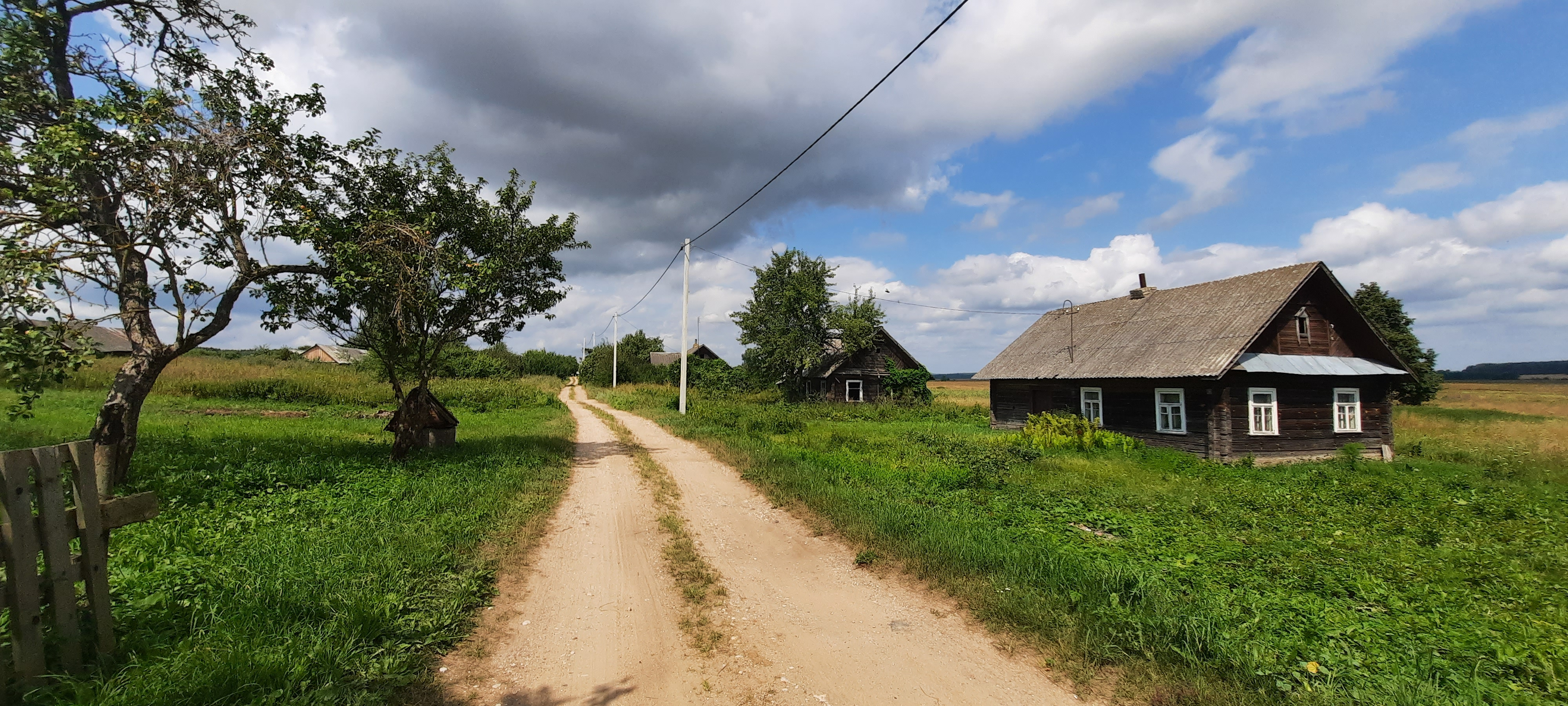